# 丹尼斯 (喬治亞州帕特南縣)
丹尼斯（英語：Dennis）是位於美國喬治亞州帕特南縣的一個非建制地區。該地的面積和人口皆未知。

## 地理
丹尼斯的座標為33°12′51″N 83°20′33″W / 33.21417°N 83.34250°W，而該地的平均海拔高度為138米（即453英尺）。